# Onaway (Michigan)
Onaway è un comune degli Stati Uniti d'America, situato nello Stato del Michigan, nella contea di Presque Isle.